# 香取慎吾の特上!天声慎吾
『香取慎吾の特上!天声慎吾』（かとりしんごのとくじょうてんせいしんご）は、日本テレビで1997年4月1日から2008年9月まで毎週日曜16:25 - 16:55（JST）に放送されたバラエティ番組。字幕放送。番組タイトルは朝日新聞のコラム『天声人語』のもじり。

## 概要
香取慎吾とキャイ〜ン（ウド鈴木・天野ひろゆき）の3人が、「ドキドキする思い出作り」の名目の元、やりたいことをやるというもの。レギュラーの3人は同級生のような雰囲気を出すために、お互いをあだ名（香取：王子、天野：アマノッチ、ウド：ウッディー）で呼び合う。番組の冒頭で「思い出アルバム」に書いた「○○をした〜い! by ××（企画発案者のあだ名）」でその週の企画を発表する。
オープニングアニメーションを担当していたのはスタジオジブリで、その中に登場する人魚の声を担当しているのは磯野貴理子である。最末期はオープニングムービーが大幅にカットされていた。

## 歴史
- 1997年4月1日に『香取慎吾の天声慎吾』（毎週火曜24:45 - ）としてスタート。
- 1997年10月1日に全国ネット枠『ZZZ』（毎週火曜23:45 - ）に移行[1][2]。
- 1999年4月18日より毎週日曜16:25 - 16:55に移行し、『香取慎吾の特上!天声慎吾』と番組名が変更された。この時間帯に移動した理由としては、同じSMAPのメンバーである草彅剛が出演の『『ぷっ』すま』（テレビ朝日）が、ナインティナイン出演の『ナイナイナ』騒動の余波を受け月曜から火曜に移動し、10分放送時間が重なってしまったためであると言われている。
- 2003年1月には二回だけ『特上!天声楽太郎』に番組名が変わっていた。
- 2008年1月6日に16:15 - 17:25のスペシャル版を放送した。
- 2008年9月28日に12年間にわたる放送が終了した。
- 2025年5月25日、1時間の特番で17年ぶりに復活した[3]。

## 特記
- 基本的にどんな企画においても3人はグダグダで、毎回必ずと言ってよいほど香取とウドは仕事・時間関わらずビールを浴びるように飲み酔っ払う。また、ご当地グルメ・温泉（銭湯）に関する企画が多く、番組を利用して楽しんでいる姿を見ることが出来る。
- 一回の収録でまず3週分は引き伸ばす。これは30分番組であることと、香取がドラマ出演等で纏まった時間が取れないことへの配慮だと思われる。また、基本的には隔週金曜日に2本撮り（『ぷっ』すま。2008年7月22日放送分で天野がコメント。）している。
- 放送第一回目の時は、年齢的に先輩である為（芸歴ではない）、キャイ〜ンの二人に対して香取は敬語を使っていた。この他人行儀さからあだ名をつけようという発想に至った。
- 番組内容からか基本的に3人は仲が良く、香取と天野はプライベートでもやり取りがあるという。また、かつて『笑っていいとも!』に3人で共演した際、他番組であるにもかかわらず当番組内のあだ名で呼び合っていた。
- ウドは何回か遅刻してきており、それを企画のネタに使われたことがある。
- 深夜時代と全国ネット時代には、声のみのナレーションゲスト「天の声」が出演しており、よゐこなど、主に3人と仲の良いあるいは関連のあるタレントが出演し、菅谷大介アナウンサーとVTRを鑑賞しながら番組の随所で登場し、トークを繰り広げていた。日曜日に移行後一旦終了していたが、2004年より復活させ、放送末期まで続いた。
- 番組内では放送開始当初から、黒一色のバックに白や赤文字の明朝体をデザイン的に組んだ独特のアイキャッチが頻繁に挿入される。
- 2006年10月1日 - 2006年10月15日の3回の放送において、千葉県の下総（銚子市や旭市）を、間違えて上総と放送した事がある。この件について番組ホームページのスタッフからのお知らせの部屋では「今後は気をつけますので、宜しくお願いします。」と表明された
- 1998年9月15日 - 1998年9月29日の3回の放送では、スペシャル番組『灼熱地獄からの大脱出』のドキュメンタリを放送。爆発炎上する鉄塔の中の密室から香取が脱出するマジックだったが、生放送のスペシャル番組中にモニターが故障、想定外の爆発事故が起きるなどのハプニングが続出。香取は行方不明となり絶体絶命と思われたが、実は香取慎吾本人と番組・技術スタッフが考案した「瞬間移動」マジックだったというドッキリと判明。香取は無事脱出に成功した。会場のウドや天野、スタジオに出演していた秋野暢子などにはドッキリを知らされておらず泣き出す場面も見られた。（かつて「ビートたけしのお笑いウルトラクイズ」で行われた「たけし十番勝負!!命がけデビルタワー炎上爆破たけし大脱出」とほぼ同様の企画と演出だった。）
- 香取曰く「『天声慎吾』の収録日は自分にとってお休みの日だった。それぐらい楽しかった」と語っており、かつて企画内容がハードだったときにスタッフに向かって「これじゃ仕事じゃないですか!!」とキレたこともあったという[4]。当番組が終了する際、電話でその旨を聞かされた香取が号泣してしまったほど、香取にとっては思い入れのある番組だった[5]。
- 2008年9月28日の最終回は、28分55秒すべてノーカットで3人で思い出トークを展開するという形で放送された（常に画面左上に番組終了までの残り時間が表示されていた）。このため途中ダチョウ倶楽部と内山信二、飯尾和樹がアドリブで乱入したが時間がないとの理由からスタッフにより強制退場させられた。なお、番組の最後で香取が番組が終わっても3人で一緒に遊びたいと言い、初めてキャイ〜ンにプライベートの携帯電話の番号を教えた[6]。これに対し天野はあまりの感動から本気泣きしそうになった。
- 実際に番組終了後も香取とキャイ〜ンの交流は続いており、2014年2月に天野が結婚した際には、香取とウドが婚姻届の保証人を務めた[7]。また、『SmaSTATION!!』や『SMAP×SMAP』、香取のジャニーズ事務所退所後にAbemaTV（2020年4月よりABEMA）で配信した『72時間ホンネテレビ』、『7.2 新しい別の窓』、『ななにー 地下ABEMA』でも、香取とキャイ〜ンが共演を果たしている。これらの番組でも、当番組と同じく「王子」「アマノッチ」「ウッディー」のあだ名が使用されている。

## レギュラー出演者
- 王子/香取慎吾（レギュラー番組当時SMAP）
- キャイ〜ン（ウッディー/ウド鈴木・アマノッチ/天野ひろゆき）
- 町田浩徳（日本テレビアナウンサー）

## 準レギュラー及び出演回数の多いゲスト
- 磯野貴理子
- 内山信二
- ダチョウ倶楽部（肥後克広・寺門ジモン・上島竜兵）
- 笑福亭鶴光
- TIM（ゴルゴ松本・レッド吉田）
- よゐこ（濱口優・有野晋哉）
- バナナマン（設楽統・日村勇紀）
- 南海キャンディーズ（山里亮太・山崎静代）

他多数

## 主な企画
- 誕生日企画
- 接待バトル
- 今度こそ本当に韓国を満喫した〜い
  - 不定期で韓国ロケを行っているが、弾丸ツアー的であったり番組の予算上タイアップを頻繁に入れたりと、まともなロケにならない事がお約束となっている。
- 和の心探求会
  - 相撲/演歌/日本食など和の心に天声トリオ三人が触れる企画。初期には英語を使うとハリセンで叩かれるルールがあった。
- 芸能界○○王決定戦
  - 芸術王決定戦
  - 根性王決定戦
  - 体育王決定戦
  - 冬季体育王決定戦
  - 大人王決定戦
  - 修学旅行王決定戦
- ぷらり途中下車の旅
  - この企画では東貴博がレギュラーで出演しているが、出演していない場合でも「ぽろり途中下車の旅」にタイトルを変えて、同様の企画を行っている。
- グルメ争奪トリオバトル
- ストレスやっつけ隊
- おもてなし企画
- 天声デートツアー
- 天声クイズツアー
- 天声用語の豆知識
  - マニドル編
  - 工場編
- 香取慎吾的日本一認定委員会
- カベ越えレストラン
- 天声楽太郎　(6代目三遊亭円楽（当時、三遊亭楽太郎）へのドッキリ企画として、円楽がかつて俳優として出演したテレビドラマのラブシーン(※権利の関係で、相手役の女優の顔にはモザイクがかかっていた)をスクリーン付きのトラックに大写しにした状態で円楽の自宅近くで上映した)

## スタッフ
- 構成：吉橋広宣、藤井靖大、北原ゆき、西村隆志、星野さやか、石川裕郁、カツオ
- ナレーター：町田浩徳（日テレアナウンサー）
- 技術：八峯テレビ
- カメラ：元木宏、松井光太郎
- 美術：林健一、栗原純二
- 美術協力：日テレアート
- 音効：島野高一
- TK：塚越倫子
- 編集：オムニバス・ジャパン
- スタイリスト：宇都宮いく子、繁田美千穂
- 広報：西室由香里
- アシスタントディレクター：永野豪、宮本将孝
- 制作進行：原田里美（以前はAP）
- デスク：内田佳与子
- ディレクター：新井秀和、藤田幸伸（藤田→以前はAD）、タカハシミミズ、武信考
- 演出：田口マサキ、小俣猛（田口→以前はディレクター、小俣→以前はAD→ディレクター）
- プロデューサー：小澤太郎、阿部滋子
- チーフプロデューサー：中村英明
- 協力：ジャニーズ事務所、浅井企画
- 制作協力：ZION
- 製作著作：日本テレビ

### 過去のスタッフ
- 構成：鈴木おさむ、おちまさと、堀田延
- 美術：柳谷雅美
- AD：内藤智章、青木丈治、浜崎善裕、川原布友美、池田供子、安井章浩、阿部秀紀、小極俊文、今泉昌子、本間千鶴、近藤淳、松井雅子、田中拓郎、山口大輔
- AP：細工忠晴、浅野曜子、糸井聖一
- 編集：プライムシステム（アットマーク）
- 広報：杉山克美、一杉早智、佐々木理江
- ディレクター：小池雅彦、奈良部隆久、大西威、安藤茂克
- 演出：毛利忍（以前はディレクター）
- 総合演出：財津功
- プロデューサー：笹尾光→戸田一也→大澤弘子、東山将之
- チーフプロデューサー：高田真治→桜田和之→吉川圭三（吉川→以前は監修）→土屋泰則
- 制作協力：オン・エアー

### 復活特番
- 総合演出：財津功
- ナレーション：町田浩徳（日テレアナウンサー）
- 構成：西村隆志
- 美術プロデューサー：髙野泰人
- デザイン：川野悠介
- 大道具：清水綾乃
- 小道具：吉田浩
- メイク：星野沙紀
- 音効：島野高一
- オフライン：武信考
- 編集：片桐輝（Sp!ce Factory）
- MA：田邊雅之（UNBIT.）
- TK：竹島祐子
- デスク：富重裕子
- 美術協力：日テレアート
- 技術協力：BeZERO
- 特効：パイロテック
- 撮影協力：amacoven、BBQ太郎
- 協力：CULEN、浅井企画
- ディレクター：大納啓汰、清水克洋、武石一也、大澤菜穂、内出有布、上東亨/大久保茜、藤井永希、小倉賢一、坂本美有、林航平、新谷真由、保木本萌
- チーフディレクター：藤田幸伸
- アドバイザー：小俣猛
- プロデューサー：末延靖章、清家未来/袴田有美、原田里美/会田香寿沙
- チーフプロデューサー：新井秀和
- 制作協力：Sp!ce Factory
- 製作著作：日本テレビ

## ネット局
『ZZZ』枠以前の初期の半年と『特上!天声慎吾』は全編ローカルセールスで放送されており、地域によって放送日時は個別に異なっていた。

### 特上!天声慎吾時代
2008年7月時点
同時ネット局
- 日本テレビ（制作局）
- 青森放送
- 山形放送
- 福島中央テレビ
- テレビ新潟
- テレビ信州
- 山梨放送
- 静岡第一テレビ
- 日本海テレビ
- 山口放送 - 一時期、自社制作深夜番組の再放送枠にあてられたため放送日時が差し替えられていた。
- 西日本放送
- 鹿児島読売テレビ - 2007年10月〜2008年6月まで深夜の時差ネットで、7月6日より同時ネットに復帰。

※青森放送や山口放送では編成の都合上、同時ネットを行わない週もあった。その場合、青森放送では翌週の土曜日に放送される上、字幕放送も行われなかった。また、山口放送では、（日本テレビでの）放送当日のクロージング番組として放送していた。
- 以下の局は遅れネット、もしくは不定期放送。

札幌テレビ、ミヤギテレビ（札幌テレビ・ミヤギテレビは同時ネット局と同時刻に放送しているが1～2週遅れで放送）、南海放送、広島テレビ、長崎国際テレビ、中京テレビ、福岡放送(2007年9月までは同時ネット)、テレビ金沢、テレビ大分、沖縄テレビ放送
- 札幌テレビは、「特上! - 」になって以降は本来の放送時間に自社制作の釣り番組『釣〜りんぐ北海道』を放送していた関係上、火曜深夜に9日遅れで放送されていた。その後『TVおじゃマンボウ』の終了に伴い6日遅れの土曜17:30 - 18:00に枠移動したが、『釣〜りんぐ北海道』終了を機に同時ネットとなった。しかし、プロ野球中継などの影響で徐々に遅れネットとなっていった。
- くまもと県民テレビは2007年3月、読売テレビは2007年9月をもって打ち切り。

### 深夜時代
- 基本的には関東ローカルであったが、西日本放送では放送初回から同時ネットで放送されており、ローカルスポンサーも1社ついていた。

## 復活特番
- 2025年（令和7年）5月25日、日本テレビにて10:25-11:25枠（本来は『一茂×かまいたち ゲンバ』枠）にて放送。一部地域でも同時ネットされたが全編ローカルセールス枠につき放送局によって放送日時は異なっていた。そのほかTVerでの見逃し配信も実施された。

主な出演者
- 王子 香取慎吾
- ウッディー ウド鈴木（キャイ〜ン）
- アマノッチ 天野ひろゆき（キャイ〜ン）
- 山里亮太（南海キャンディーズ、『DayDay.』生放送後、収録に参加）
- 兼近大樹（EXIT）
- キンタロー。
- 天の声（ナレーション）:飯尾和樹（ずん）